# إيفون فيرا
ايفون فيرا (بالإنجليزية: Yvonne Vera) (و. 1964 – 2005 م) هي كاتِبة، وروائية زيمبابوية، ولدت في بولاوايو، توفيت في تورونتو، عن عمر يناهز 41 عاماً، بسبب التهاب السحايا، وإيدز.

## التعليم
تعلمت في جامعة يورك
.

## جوائز
حصلت على جوائز منها:

Kurt Tucholsky Prize ‏